# Santa Maria Immacolata e San Giovanni Berchmans (församling)
Santa Maria Immacolata e San Giovanni Berchmans är en församling i Roms stift.
Till församlingen Santa Maria Immacolata e San Giovanni Berchmans hör följande kyrkobyggnader och kapell:
- Santa Maria Immacolata e San Giovanni Berchmans
- Cappella Madonna dell'Orto